# فهرست مدال‌آوران کشتی فرنگی ایران
ورزشکاران ملی کشتی فرنگی ایران (به انگلیسی: Iran national Greco-Roman wrestling athletes) فهرستی دربرگیرندهٔ کشتی‌گیران فرنگی کار ایرانی حاضر در مسابقات منطقه‌ای، قاره‌ای و جهانی است که توسط اتحادیه جهانی کشتی (فیلا) برگزار شده‌است.

## المپیک
| سال       | محل برگزاری   | مدال‌آوران                          | مدال‌آوران     | مدال‌آوران              |               |
| سال       | محل برگزاری   | طلا                                | نقره          | برنز                   |               |
| --------- | ------------- | ---------------------------------- | ------------- | ---------------------- | ------------- |
| ۱۸۹۶–۱۹۵۶ | ۱۸۹۶–۱۹۵۶     | شرکت نکرده‌است                      | شرکت نکرده‌است | شرکت نکرده‌است          | شرکت نکرده‌است |
| ۱۹۶۰      | رم            | —                                  | —             | محمد پذیرایی           |               |
| ۱۹۶۴      | توکیو         | —                                  | —             | —                      |               |
| ۱۹۶۸      | مکزیکو سیتی   | —                                  | —             | —                      |               |
| ۱۹۷۲      | مونیخ         | —                                  | رحیم علی‌آبادی | —                      |               |
| ۱۹۷۶      | مونترآل       | —                                  | —             | —                      |               |
| ۱۹۸۰–۱۹۸۴ | ۱۹۸۰–۱۹۸۴     | شرکت نکرده‌است                      | شرکت نکرده‌است | شرکت نکرده‌است          | شرکت نکرده‌است |
| ۱۹۸۸      | سئول          | —                                  | —             | —                      |               |
| ۱۹۹۲      | بارسلون       | —                                  | —             | —                      |               |
| ۱۹۹۶      | آتلانتا       | —                                  | —             | —                      |               |
| ۲۰۰۰      | سیدنی         | —                                  | —             | —                      |               |
| ۲۰۰۴      | آتن           | —                                  | —             | —                      |               |
| ۲۰۰۸      | پکن           | —                                  | —             | —                      |               |
| ۲۰۱۲      | لندن          | حمید سوریان امید نوروزی قاسم رضایی | —             | —                      |               |
| ۲۰۱۶      | ریو دو ژانیرو | —                                  | —             | سعید عبدولی قاسم رضایی |               |
| ۲۰۲۰      | توکیو         | محمدرضا گرایی                      | —             | محمدهادی ساروی         |               |
| ۲۰۲۴      | پاریس         | سعید اسماعیلی محمدهادی ساروی       | علیرضا مهمدی  | امین میرزازاده         |               |

## قهرمانی جهان
| سال       | محل برگزاری  | مدال‌آوران                                              | مدال‌آوران                    | مدال‌آوران                                   | رتبهٔ تیم      |
| سال       | محل برگزاری  | طلا                                                    | نقره                         | برنز                                        | رتبهٔ تیم      |
| --------- | ------------ | ------------------------------------------------------ | ---------------------------- | ------------------------------------------- | ------------- |
| ۱۹۰۴–۱۹۵۸ | ۱۹۰۴–۱۹۵۸    | شرکت نکرده‌است                                          | شرکت نکرده‌است                | شرکت نکرده‌است                               | شرکت نکرده‌است |
| ۱۹۶۱      | یوکوهاما     | —                                                      | —                            | علیرضا قلیچ خانی                            | ۷ام           |
| ۱۹۶۲      | تولیدو       | —                                                      | —                            | —                                           | ۱۴ام          |
| ۱۹۶۳      | ۱۹۶۳         | شرکت نکرده‌است                                          | شرکت نکرده‌است                | شرکت نکرده‌است                               | شرکت نکرده‌است |
| ۱۹۶۳      | تامپره       | —                                                      | —                            | —                                           | ۱۵ام          |
| ۱۹۶۶      | تولیدو       | —                                                      | —                            | ایرج خورشیدفر                               | ۱۲ام          |
| ۱۹۶۷      | بخارست       | —                                                      | —                            | —                                           | ۹ام           |
| ۱۹۶۹      | مار دل پلاتا | فیروز علی‌زاده                                          | رحیم علی‌آبادی                | —                                           | ۷ام           |
| ۱۹۷۰      | ادمونتون     | —                                                      | —                            | —                                           | ۱۶ام          |
| ۱۹۷۱      | صوفیه        | —                                                      | —                            | —                                           | —             |
| ۱۹۷۳      | تهران        | —                                                      | —                            | رحیم علی‌آبادی                               | ۱۰ام          |
| ۱۹۷۴      | کاتوویتس     | —                                                      | —                            | —                                           | ۱۴ام          |
| ۱۹۷۵      | مینسک        | —                                                      | —                            | —                                           | —             |
| ۱۹۷۷      | یوتبری       | —                                                      | —                            | مرادعلی شیرانی                              | ۹ام           |
| ۱۹۷۸      | مکزیکو سیتی  | —                                                      | —                            | —                                           | —             |
| ۱۹۷۹      | ۱۹۷۹         | شرکت نکرده‌است                                          | شرکت نکرده‌است                | شرکت نکرده‌است                               | شرکت نکرده‌است |
| ۱۹۸۱      | اسلو         | —                                                      | —                            | —                                           | ۱۸ام          |
| ۱۹۸۲      | کاتوویتس     | —                                                      | —                            | —                                           | —             |
| ۱۹۸۳      | کی‌یف         | —                                                      | محمد بنا                     | —                                           | ۱۳ام          |
| ۱۹۸۵–۱۹۹۰ | ۱۹۸۵–۱۹۹۰    | شرکت نکرده‌است                                          | شرکت نکرده‌است                | شرکت نکرده‌است                               | شرکت نکرده‌است |
| ۱۹۹۱      | وارنا        | —                                                      | مجیدرضا سیم‌خواه              | —                                           | ۱۶ام          |
| ۱۹۹۳–۱۹۹۴ | ۱۹۹۳–۱۹۹۴    | شرکت نکرده‌است                                          | شرکت نکرده‌است                | شرکت نکرده‌است                               | شرکت نکرده‌است |
| ۱۹۹۵      | پراگ         | —                                                      | —                            | —                                           | ۲۵ام          |
| ۱۹۹۷      | ۱۹۹۷         | شرکت نکرده‌است                                          | شرکت نکرده‌است                | شرکت نکرده‌است                               | شرکت نکرده‌است |
| ۱۹۹۸      | یوله         | —                                                      | —                            | —                                           | ۲۰ام          |
| ۱۹۹۹      | آتن          | —                                                      | —                            | —                                           | ۲۴ام          |
| ۲۰۰۱      | پاتراس       | حسن رنگرز                                              | —                            | —                                           | ۵ام           |
| ۲۰۰۲      | مسکو         | —                                                      | —                            | حسن رنگرز                                   | ۱۴ام          |
| ۲۰۰۳      | کرتی         | —                                                      | —                            | —                                           | ۲۹ام          |
| ۲۰۰۵      | بوداپست      | حمید سوریان                                            | علی اشکانی                   | —                                           | ۱۰ام          |
| ۲۰۰۶      | گوانگ‌ژو      | حمید سوریان                                            | —                            | سامان طهماسبی                               | ۵ام           |
| ۲۰۰۷      | باکو         | حمید سوریان                                            | —                            | سامان طهماسبی قاسم رضایی                    | ۴ام           |
| ۲۰۰۹      | هرنینگ       | حمید سوریان                                            | —                            | فرشاد علیزاده حبیب‌الله اخلاقی امیر علی‌اکبری | ۲ام           |
| ۲۰۱۰      | مسکو         | حمید سوریان امیر علی‌اکبری                              | —                            | —                                           | ۸ام           |
| ۲۰۱۱      | استانبول     | امید نوروزی سعید عبدولی                                | —                            | بشیر باباجان‌زاده                            | ۳ام           |
| ۲۰۱۳      | بوداپست      | طالب نعمت‌پور                                           | —                            | —                                           | ۸ام           |
| ۲۰۱۴      | تاشکند       | حمید سوریان                                            | امید نوروزی                  | افشین بیابانگرد قاسم رضایی                  | ۱ام           |
| ۲۰۱۵      | لاس وگاس     | —                                                      | قاسم رضایی                   | یوسف قادریان حبیب‌الله اخلاقی                | ۴ام           |
| ۲۰۱۶      | بوداپست      | —                                                      | —                            | —                                           | —             |
| ۲۰۱۷      | پاریس        | —                                                      | —                            | محمدعلی گرایی سعید عبدولی حسین نوری         | ۳ام           |
| ۲۰۱۸      | بوداپست      | —                                                      | —                            | مهدی علیاری                                 | ۱۱ام          |
| ۲۰۱۹      | نورسلطان     | —                                                      | —                            | علیرضا نجاتی محمدعلی گرایی سعید عبدولی      | ۴ام           |
| ۲۰۲۱      | اسلو         | میثم دلخانی محمدرضا گرایی محمدهادی ساروی علی‌اکبر یوسفی | —                            | محمدعلی گرایی پژمان پشتام                   | ۲ام           |
| ۲۰۲۲      | بلگراد       | —                                                      | محمدرضا گرایی امین میرزازاده | محمدهادی ساروی                              | ۴ام           |
| ۲۰۲۳      | بلگراد       | امین میرزازاده                                         | علیرضا مهمدی                 | پویا دادمرز محمدرضا گرایی محمدهادی ساروی    | ۲ام           |
| ۲۰۲۴      | تیرانا       | محمدعلی گرایی                                          | پویا دادمرز                  | —                                           | ۲ام           |

## بازی‌های آسیایی
| سال  | محل برگزاری | مدال‌آوران                                                                                              | مدال‌آوران                                               | مدال‌آوران                                                            |               |
| سال  | محل برگزاری | طلا | نقره                                                    | برنز                                                                 |               |
| ---- | ----------- | --- | ------------------------------------------------------- | -------------------------------------------------------------------- | ------------- |
| ۱۹۶۲ | ۱۹۶۲        | شرکت نکرده‌است                                                                                          | شرکت نکرده‌است                                           | شرکت نکرده‌است                                                        | شرکت نکرده‌است |
| ۱۹۷۴ | تهران       | رحیم علی‌آبادی حسین تورانیان اکبر یداللهی محمد دلیریان هاشم قنبری جلال کریمی بهرام مشتاقی اسکندر فیلابی | خسرو نظافت‌دوست                                          | —                                                                    |               |
| ۱۹۸۶ | سئول        | رضا سوخته‌سرایی                                                                                         | عبدالکریم کاکاجی رضا اندوز                              | احد جوان‌صالحی فریدون بهنام‌پور                                        |               |
| ۱۹۹۰ | پکن         | — | حسن یوسفی‌افشار محمد نادری علیرضا لرستانی                | مجیدرضا سیم‌خواه احد پازاج مسعود قدیمی                                |               |
| ۱۹۹۴ | هیروشیما    | — | مجیدرضا سیم‌خواه حسن بابک                                | —                                                                    |               |
| ۱۹۹۸ | بانکوک      | مهدی سبزعلی                                                                                            | —                                                       | —                                                                    |               |
| ۲۰۰۲ | بوسان       | — | —                                                       | پرویز زیدوند مسعود هاشم‌زاده علیرضا قریب                              |               |
| ۲۰۰۶ | دوحه        | — | جاسم امیری داوود عابدین‌زاده مسعود هاشم‌زاده مهدی شربیانی | حمید ریحانی                                                          |               |
| ۲۰۱۰ | گوانگ‌ژو     | امید نوروزی سعید عبدولی طالب نعمت‌پور بابک قربانی                                                       | —                                                       | فرشاد علیزاده                                                        |               |
| ۲۰۱۴ | اینچئون     | حبیب‌الله اخلاقی مهدی علیاری                                                                            | —                                                       | افشین بیابانگرد سعید عبدولی پیام بویری مجتبی کریم‌فر بشیر باباجان‌زاده |               |
| ۲۰۱۸ | جاکارتا     | محمدعلی گرایی حسین نوری                                                                                | —                                                       | مهرداد مردانی محمدرضا گرایی                                          |               |
| ۲۰۲۲ | هانگژو      | محمدهادی ساروی امین میرزازاده                                                                          | امین کاویانی‌نژاد ناصر علیزاده                           | دانیال سهرابی                                                        |               |

## مسابقات قهرمانی آسیا
| سال  | محل برگزاری | مدال‌آوران                                                                                        | مدال‌آوران                                           | مدال‌آوران                                         | رتبهٔ تیم |
| سال  | محل برگزاری | طلا                                                                                              | نقره                                                | برنز                                              | رتبهٔ تیم |
| ---- | ----------- | ------------------------------------------------------------------------------------------------ | --------------------------------------------------- | ------------------------------------------------- | -------- |
| ۱۹۸۳ | تهران       | مرتضی پاپی‌نیا علی خانی حسین تورانیان محمد بنا موسی طباطبایی فریدون بهنام‌پور حسن بابک داوود ایوبی | غلام محسنی حسام‌الدین جعفری                          | —                                                 | ۱ام      |
| ۱۹۸۷ | بمبئی       | احد پازاج محمد نادری                                                                             | محسن طاهری حمید رحیمی موسی طباطبایی حسن بابک        | ناصر خلیلی                                        | ۲ام      |
| ۱۹۸۹ | اوآرای      | علیرضا لرستانی                                                                                   | عبدالکریم کاکاجی حسن یوسفی‌افشار حسن بابک محمد نادری | عبدالله چمن‌گلی                                    | ۳ام      |
| ۱۹۹۱ | تهران       | مجیدرضا سیم‌خواه حسن یوسفی‌افشار عبدالله چمن‌گلی علیرضا لرستانی                                     | احد جوان‌صالحی جابر عباس‌زاده                         | —                                                 | ۲ام      |
| ۱۹۹۲ | تهران       | احد پازاج عبدالله چمن‌گلی احد جوان‌صالحی حسن بابک                                                  | علی خوش‌نیت                                          | مجید جهان‌دیده حمید صمدی جابر عباس‌زاده             | ۲ام      |
| ۱۹۹۳ | هیروشیما    | احد پازاج                                                                                        | عبدالله چمن‌گلی                                      | احد جوان‌صالحی جابر عباس‌زاده عبدالله عزیزی         | ۲ام      |
| ۱۹۹۵ | مانیل       | علیرضا لرستانی                                                                                   | مجید موسوی ایوب نامداری                             | احد پازاج بهروز جمشیدی                            | ۳ام      |
| ۱۹۹۶ | زیااوشان    | —                                                                                                | احد پازاج                                           | —                                                 | ۶ام      |
| ۱۹۹۷ | تهران       | —                                                                                                | —                                                   | مهدی نصیری بهروز جمشیدی داریوش قلاوند مهدی سبزعلی | ۳ام      |
| ۱۹۹۹ | تاشکند      | —                                                                                                | علیرضا قریب                                         | محمد نیکونهاد مهدی شربیانی                        | ۵ام      |
| ۲۰۰۰ | سئول        | علی اشکانی                                                                                       | پرویز زیدوند علیرضا قریب                            | حسن رنگرز حسین مرعشیان رسول جزینی                 | ۲ام      |
| ۲۰۰۱ | اولان‌باتور  | علی اشکانی مهدی نصیری پرویز زیدوند علیرضا قریب                                                   | حسن رنگرز حسین مرعشیان رسول جزینی                   | —                                                 | ۱ام      |
| ۲۰۰۳ | دهلی نو     | پرویز زیدوند                                                                                     | حمید باوفا علی اشکانی مسعود هاشم‌زاده                | حسین مرعشیان علیرضا قریب                          | ۱ام      |
| ۲۰۰۴ | آلماتی      | —                                                                                                | —                                                   | حسن رنگرز سجاد برزی                               | ۴ام      |
| ۲۰۰۵ | ووهان       | علی اشکانی                                                                                       | —                                                   | مسعود هاشم‌زاده سجاد برزی                          | ۶ام      |
| ۲۰۰۶ | آلماتی      | داوود عابدین‌زاده                                                                                 | سجاد برزی                                           | حمید بنی‌تمیم قاسم رضایی                           | ۳ام      |
| ۲۰۰۷ | بیشکک       | حمید سوریان سامان طهماسبی قاسم رضایی                                                             | حمید باوفا مهدی شربیانی                             | علی محمدی مجتبی باباجانزاده                       | ۱ام      |
| ۲۰۰۸ | چجو         | حمید سوریان قاسم رضایی مسعود هاشم‌زاده                                                            | طالب نعمت‌پور                                        | مهدی محمدی                                        | ۱ام      |
| ۲۰۰۹ | پاتایا      | فرشاد علیزاده طالب نعمت‌پور امیر علی‌اکبری مسعود هاشم‌زاده                                          | —                                                   | سعید عبدولی                                       | ۱ام      |
| ۲۰۱۰ | دهلی نو     | بابک قربانی محمد قربانی                                                                          | —                                                   | مهدی محمدی داوود عابدین‌زاده                       | ۴ام      |
| ۲۰۱۱ | تاشکند      | علی محمدی محسن قاسمی داوود اخباری بشیر باباجان‌زاده                                               | داوود گیل نیرنگ                                     | محسن حاجی‌پور عبدالمحمد پاپی                       | ۱ام      |
| ۲۰۱۲ | گومی        | هادی علیزاده حبیب‌الله اخلاقی داوود گیل نیرنگ                                                     | افشین بیابانگرد                                     | محمد قربانی                                       | ۱ام      |
| ۲۰۱۳ | دهلی نو     | —                                                                                                | عبدالمحمد پاپی مهدی زیدوند هادی علیزاده             | طالب نعمت‌پور داوود گیل نیرنگ                      | ۲ام      |
| ۲۰۱۴ | آستانه      | بهنام مهدی‌زاده                                                                                   | یوسف قادریان                                        | سعید عبدولی مجتبی کریم‌فر علی علیاری               | ۳ام      |
| ۲۰۱۵ | دوحه        | رامین طاهری یوسف قادریان مهدی علیاری                                                             | محمدعلی گرایی                                       | پیام بویری بشیر باباجان‌زاده                       | ۱ام      |
| ۲۰۱۶ | بانکوک      | افشین بیابانگرد رامین طاهری مهدی علیاری امیر قاسمی‌منجزی                                          | سامان عبدولی                                        | مهدی زیدوند پیام بویری                            | ۱ام      |
| ۲۰۱۷ | دهلی نو     | رامین طاهری حسین نوری سیدمصطفی صالحی‌زاده بهنام مهدی‌زاده                                          | افشین بیابانگرد                                     | سامان عبدولی علی ارسلان                           | ۱ام      |
| ۲۰۱۸ | بیشکک       | حسین نوری بهنام مهدی‌زاده                                                                         | محمدعلی گرایی                                       | —                                                 | ۶ام      |
| ۲۰۱۹ | شی‌آن        | محمدرضا گرایی سعید عبدولی حسین نوری امیر قاسمی                                                   | —                                                   | سامان عبدولی محمدعلی گرایی مهدی علیاری            | اول      |
| ۲۰۲۰ | دهلی نو     | پویا ناصرپور امین کاویانی‌نژاد مهدی ابراهیمی محمدهادی ساروی امین میرزازاده                        | پژمان پشتام                                         | مهدی محسن‌نژاد میثم دلخانی حسین اسدی               | اول      |
| ۲۰۲۱ | آلماتی      | پژمان پشتام ناصر علیزاده مهدی بالی علی‌اکبر یوسفی                                                 | مهدی محسن‌نژاد میثم دلخانی                           | پویا دادمرز حسین اسدی امین کاویانی‌نژاد            | اول      |
| ۲۰۲۲ | اولان‌باتور  | محمدرضا مختاری رسول گرمسیری ناصر علیزاده مهدی بالی                                               | مهدی محسن‌نژاد                                       | ایمان محمدی عارف حبیب‌اللهی                        | ۲ام      |
| ۲۰۲۳ | آستانه      | پویا دادمرز ایمان محمدی ناصر علیزاده مهدی بالی امین میرزازاده                                    | سجاد ایمن‌طلب امین کاویانی‌نژاد                       | علیرضا مهمدی                                      | اول      |
| ۲۰۲۴ | بیشکک       | سعید اسماعیلی ناصر علیزاده محمدهادی ساروی امین میرزازاده                                         | پویا دادمرز محمدرضا رستمی رسول گرمسیری              | امیررضا ده‌بزرگی ایمان محمدی                       | اول      |
| ۲۰۲۵ | امان        | سعید اسماعیلی دانیال سهرابی محمد ناقوسی محمدهادی ساروی فردین هدایتی                              | محمدمهدی کشتکار علیرضا عبدولی یاسین یزدی            | —                                                 | اول      |